# Максимов, Иван Яковлевич
Ива́н Я́ковлевич Макси́мов (1903, Иваново-Вознесенский уезд — 7 декабря 1971 года, Симферополь) — деятель ВКП(б), 2-й секретарь Крымского обкома. Входил в состав особой тройки НКВД СССР.

## Биография
Иван Яковлевич Максимов родился в 1903 году в Иваново-Вознесенском уезде одноимённой губернии. Окончил начальную 3-летнюю приходскую школу, 4-летнее высшее начальное училище. Участник Гражданской войны по завершении которой, вся его деятельность была связана с партийными органами. С 1921 года — на комсомольской работе в Ивановской области, в 1923—1924 годах — заместитель заведующего орготделом Сибирского бюро ЦК ВЛКСМ, в 1924—1928 годах — заместитель заведующего орготделом крайкома комсомола Казахстана. В марте 1926 года на 4-й Всеказахстанской конференции избирался членом Казкрайкома ЛКСМ.
Далее была работа в Крыму:
- В 1929—1931 одах — заместитель секретаря, помощник заведующего Агитационно-пропагандистским отделом Крымского обкома, заведующий Организационным отделом Симферопольского горкома ВКП(б).
- В 1931 с перерывом 1933 годах — 1-й секретарь Симферопольского горкома ВКП(б).

- февраль 1932 — декабрь 1932 — 1-й секретарь Керченского горкома ВКП(б).

- В 1933—1937 годах — заместитель секретаря Крымского обкома ВКП(б).
- С 22 ноября 1937 года по июнь 1938 года — 2-й секретарь Крымского обкома ВКП(б). Этот период отмечен вхождением в состав особой тройки, созданной по приказу НКВД СССР от 30.07.1937 № 00447[4] и активным участием в сталинских репрессиях[5].

26 июня 1938 года был избран депутатом Верховного Совета РСФСР I созыва от Крымской АССР.
После снятия с должности — на следующих должностях: управляющий Крымской конторой Коммунального банка СССР, комиссар интендантского управления, военком продотдела 51-й армии, заместитель по политчасти начальника управления продснабжения САВО, председатель Евпаторийского горисполкома, 1-й секретарь Алуштинского райкома ВКП(б), 1-й секретарь Алуштинского горкома ВКП(б), инструктор Отдела партийный, комсомольских и профсоюзных органов Крымского обкома ВКП(б), заместитель председателя, начальник отдела плановой комиссии Крымского облисполкома.